# Аваріс
Ава́ріс (Хут-Уарт, Avaris) — давньоєгипетське місто в північно-східній Дельті (сучасний район Катана-Кантір), адміністративний центр Нижнього Єгипту епохи Середнього царства, пізніше столиця гіксоських фараонів (15 династія).
Місто було засноване близько 1700 року до н. е. гіксосами на березі Бубастійського гирла Нілу, поблизу озера Мензала, ймовірно на місці давнішого поселення. В XVII—XVI століттях до н. е. був столицею гіксосів. Близько 1570 року до н. е. був узятий штурмом військами фараона Яхмоса І.
Рамзес II (XIII століття до н. е.) збудував на місці Аваріса свою столицю Пер-Рамзес Меріамон (Дім Рамзеса, любимого Амоном), який став резиденцією всіх фараонів Рамессидів (19-20 династії, епохи Нового царства). До недавнього часу вважалось, що Аваріс (Пер-Рамзес) локально ідентичний місту Таніс — резиденції фараонів 21 династії. Нині отримала поширення точка зору, що Аваріс (Пер-Рамзес) розташовувався приблизно за 30 км на південний захід від Таніса, а архітектурні пам'ятники епохи Рамессидів, знайдені в Танісі, були перенесені з Пер-Рамзеса фараонами 21 династії.